# Ștefan Petrescu
Ștefan Petrescu (Râmnicu Sărat, 1 juli 1931 - 1993) was een Roemeens olympisch schutter.
Ștefan Petrescu nam als schutter eenmaal succesvol deel aan de Olympische Spelen; in 1956 op het onderdeel 25 meter pistool. In 1956 wist hij op dit onderdeel goud te winnen voor Roemenië. 
Verder won hij in 1958 een bronzen medaille op het ISSF wereldkampioenschap.  
1896: Ioannis Phrangoudis ·
1900: Maurice Larrouy ·
1912: Alfred Lane ·
1920: Guilherme Paraense ·
1924: Henry Bailey ·
1932: Renzo Morigi ·
1936: Cornelius van Oyen ·
1948: Károly Takács ·
1952: Károly Takács ·
1956: Ștefan Petrescu ·
1960: William McMillan ·
1964: Pentti Linnosvuo ·
1968: Józef Zapędzki ·
1972: Józef Zapędzki ·
1976: Norbert Klaar ·
1980: Corneliu Ion ·
1984: Takeo Kamachi ·
1988: Afanasijs Kuzmins ·
1992: Ralf Schumann ·
1996: Ralf Schumann ·
2000: Sergej Alifirenko ·
2004: Ralf Schumann ·
2008: Oleksandr Petriv ·
2012: Leuris Pupo ·
2016: Christian Reitz ·
2020: Jean Quiquampoix ·
2024: Li Yuehong